# Distretto di Arghakhanchi
Il distretto di Arghakhanchi è un distretto del Nepal, in seguito alla riforma costituzionale del 2015 fa parte della provincia di Lumbini. 
Il capoluogo è Sandhikharka.
Geograficamente il distretto appartiene alla zona collinare della Mahabharat Lekh.
I principali gruppi etnici presenti nel distretto sono i Bahun.

## Municipalità
Il distretto è suddiviso in sei municipalità, una urbana e cinque rurali.
- Sandhikharka
- Sitganga
- Bhumikasthan
- Chhatradev
- Panini
- Malarani